# Gökçeboğaz, Alaçam
Gökçeboğaz là một xã thuộc huyện Alaçam, tỉnh Samsun, Thổ Nhĩ Kỳ. Dân số thời điểm năm 2010 là 1.189 người.